# Юдита і голова Олоферна (Клімт)
"«Ю́дита і голова́ Олофе́рна» (нім. Judith and the Head of Holofernes) — картина австрійського художника Густава Клімта, що була написана у 1901 році. На ній зображена біблійна героїня Юдиф (Юдит), яка тримає голову Олоферна після того, як обезголовила його. Цей сюжет був популярним в живописі епохи Відродження.  У 1909 році Клімт створив ще одну картину на цю тему. Картина знаходиться в Австрійській галереї м. Відень.

## Контекст і впливи
На час створення картини Клімта у західноєвропейському мистецтві існувала доволі чітко сформована іконографія цього образу. Юдиф була біблійною героїнею, яка спокусила генерала Олоферна, а потім обезголовила його, щоб врятувати своє рідне місто Бетулію від знищення ассирійською армією.Існує багато творів, які зображають обезголовлення Олоферна у героїчній манері, особливо виражаючи мужність та доброчесність Юдиф. Вона постає як Боже знаряддя порятунку, насильство її дій не можна заперечувати, і це драматично представлено у творах Караваджо, Артемізи Джентілескі та Трофима Біґо. Інші художники зображають наступний момент, коли Юдиф вже тримає відрубану голову Олоферна. Таку композицію використовують Моро та Аллорі у своїх сугестивних міфологічних картинах.
Клімт навмисно ігнорує будь-яке наративне посилання та зосереджує увагу виключно на Юдиф. Зосереджує настільки, що відрубана голову Олоферна ледве видніється з правого краю. Немає жодного сліду закривавленого меча. Цю нюанси вказують на іконографічну схожість з сюжетом Саломеї. Момент, що передував вбивству – зваблення полководця Олоферна – ніби зливається з заключною частиною історії.
"Юдиф I" поділяє елементи композиції та символіки з картиною «Гріх» Франца Штука (1893): спокуса, зображена німецьким художником, стає моделлю для «фатальної жінки» Клімта, пропонуючи позу нагого тіла як центральну частину полотна. 

## Аналіз
Сила враження від картини «Юдита І» походить від великого плану та міцності пози, переданої ортогональною проекцією ліній: вертикальності тіла (і голови Олоферна) відповідають горизонтальні паралелі в нижньому краї: паралелі рук, плечей, з'єднаних кольором і, нарешті, основою волосся.
Обличчя Юдити випромінює змішаний заряд хтивості та збочення. Його риси змінюються таким чином, щоб отримати найбільший ступінь інтенсивності та звабливості, чого досягає Клімт, поміщаючи жінку на недосяжний рівень. Незважаючи на зміну рис, можна впізнати подругу (і, можливо, коханку) Клімта, віденську світську левицю, Адель Блох-Бауер, що була жінкою відомого віденського банкіра. Вона була об'єктом ще двох портретів роботи Клімта, написаних відповідно в 1907 і 1912 роках, також написаних в Афіні Паллади. Злегка піднята голова викликає почуття гордості, тоді як її обличчя мляве і чуттєве, з розкритими губами, що перебувають між викликом і спокусою. Франц А. Дж. Сабо найкраще описує це як «[символ] тріумфу еротичного жіночого начала над агресивним чоловічим». Її напівзакритий погляд, який також переходить у вираз задоволення, прямо зустрічає глядача. У 1903 році письменник і критик Фелікс Салтен описує вираз Юдит як «з жахливим вогнем у її темних поглядах, жорстокістю в лініях її рота та тремтінням ніздрів від пристрасті. Таємничі сили, здається, дрімають у цій привабливій жінці». Хоча Юдиту зазвичай інтерпретували як благочестиву вдову, яка просто виконує вищий обов'язок, у «Юдиті I» Клімта вона є парадигмою фатальної жінки, яку Клімт неодноразово зображував у своїх творах. Контраст між чорним волоссям і золотим сяйвом фону підсилює елегантність і піднесеність. Модну зачіску підкреслюють стилізовані мотиви дерев, що розвіваються віялом з боків. Її темно-зелений напівпрозорий одяг, що дає глядачеві вид на її майже оголений торс, натякає на той факт, що Юдиф спокусила полководця Олоферна, перш ніж обезголовити його.
У версії 1901 року Юдит зберігає магнетичну чарівність і чуттєвість, від яких згодом відмовився Клімт у своїй «Юдиті II», де вона набуває гостріших рис і лютого виразу. У своїх формальних якостях перша версія ілюструє героїню з архетиповими рисами чарівних дам, описаних художниками-символістами та письменниками, такими як Вайльд, Васнєцов, Моро та інші.[11] Вона захоплюється своєю силою та сексуальністю — так сильно, що критики неправильно назвали «Юдиту» Клімта Саломеєю, головною героїнею трагедії Оскара Уайльда 1891 року. Щоб підкреслити, що зображена жінка насправді Юдита, а не Саломея, він попросив свого брата Георга зробити для картини металеву раму з вигравіруваним на ній написом «Юдита і Олоферн».